# 302 Кларисса
302 Клари́сса (302 Clarissa) — астероїд головного поясу, відкритий 14 листопада 1890 року Огюстом Шарлуа у Ніцці.